# Notogynaphallia
Notogynaphallia ist eine südamerikanische Gattung der Landplanarien.

## Merkmale

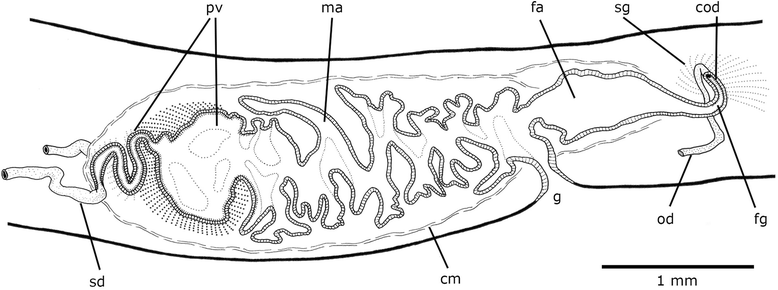
Schematische Zeichnung des Kopulationsorgans von Notogynaphallia nawei. Sie zeigt Prostata-Vesikel (pv), die sich zum männlichen Atrium genitale hin öffnen (am), und die Ovovitellin-Kanäle (od), die in einem gemeinsamen Ovovitellin-Kanal (cod) hinter dem weiblichen Atrium genitale (fa) zusammenlaufen.

Charakteristisch für die Gattung Notogynaphallia ist ein kleiner bis mittelgroßer, schmaler Körper mit annähernd parallelen Seitenrändern. Die Augen sitzen an den Körperrändern, teilweise verteilen sie sich zum Rücken hin. Das Kopulationsorgan von Notogynaphallia weist keinen permanenten Penis auf, dieser bildet sich während der Kopulation durch eine Falte im männlichen Atrium genitale, den Bereich der Geschlechtsöffnung, aus. Zudem fehlt ein Ejakulationskanal, so dass sich die Vesikel direkt im Atrium öffnen. Das weibliche Atrium ist unregelmäßig und verengt aufgebaut, hinter dem Atrium vereinen sich die beiden Ovovittellin-Kanäle.

## Systematik
Im Jahr 1990 veröffentlichten Robert E. Ogren und Masaharu Kawakatsu ein Review Paper über die Systematik der Landplanarien. Hier wurden neben Notogynaphallia die Gattungen Gigantea und Pasipha aus der Gattung Geoplana ausgegliedert.

## Arten
Der Gattung Notogynaphallia gehören neun Arten an:
- Notogynaphallia biseminalis (Riester, 1938)
- Notogynaphallia fortuita Negrete, Gira & Brusa, 2019[4]
- Notogynaphallia froehlichae Ogren & Kawakatsu, 1990
- Notogynaphallia modesta (von Graff, 1899)
- Notogynaphallia mourei (Froehlich, 1956)
- Notogynaphallia nawei Negrete, Leal-Zanchet & Brusa, 2015
- Notogynaphallia parca (E. M. Froehlich, 1955)
- Notogynaphallia plumbea (Froehlich, 1956)
- Notogynaphallia sexstriata (Graff, 1899)

Verschiedene Arten, die zuvor Notogynaphallia zugeordnet waren, gelten als incertae sedis:
- Notogynaphallia andina (Hyman, 1962)
- Notogynaphallia atra (Schultze & Müller, 1857)
- Notogynaphallia garua (du Bois-Reymond Marcus, 1951)
- Notogynaphallia quinquestriata (Hyman, 1962)

Unterschiedliche Arten, die früher zu Notogynaphallia zählten, gehören seit einer Neuordnung den Gattungen Imbira und Luteostriata an.

## Etymologie
Der Gattungsname Notogynaphallia setzt sich aus den griechischen Wörtern νότος (dt. Rücken), γυνή (dt. weiblich), ἀ (dt. ohne) und φαλλός (dt. Penis) zusammen. Der Name bezieht sich auf die rückenseitig mit dem Atrium verbundenen Ovovittellin-Kanäle und das Fehlen eines permanenten Penis.